# 864

## Догађаји
- Википедија:Непознат датум — Владавина династије Абасида у Багдаду.
- Википедија:Непознат датум — Крштење бугарског кнеза Бориса I

- У Табаристану је Хасан ибн Зеид основао Зејдитски емират.
- Лудвиг II Немачки је опсео замак Девин у Великој Моравској, покушавајући да покори кнеза Растислава. Францима су помагале трупе бугарског кнеза Бориса I. Као резултат тога, српски кнез Растислав је био приморан да призна франачку власт и да напусти литургију на старословенском језику.
- Викинзи су наставили да пљачкају Краљевство Западне Франачке. У Аквитанији их је унајмио Пепин II, покушавајући да поврати свој престо. Опседао је Тулуз, али није успео да заузме град. Пепин II је био приморан да се повуче, али га је убрзо заробио гроф Рамнулф од Поатјеа, чиме је окончана његова борба за очево наследство.
- Трупе византијског цара Михаила III напале су бугарске земље, кнез Борис I је био приморан да одустане од савеза са Лудвигом II Немачким.
- Пролеће — Борис I, под притиском византијских трупа, склопио мир са византијским царем Михаилом III, пристајући да прими крштење из Цариграда и покрсти Бугаре (в. 865).
- Под утицајем светог Методија, бугарски цар Борис I, са породицом и пратњом, примио је хришћанство, а убрзо за њим и српски кнез Мутимир.
- Руско ослобађање Кијева од стране Асколда и Дира.
- Борба кијевских кнезова са Рјуриком за Полоцк.
- У Новгороду је угушен устанак против Варјага на челу са Вадимом Храбрим. Рјурик погубљује подстрекача и његове саветнике.